# Народно събрание
Вижте пояснителната страница за други значения на Народно събрание.
Народното събрание на Република България е държавният орган, който упражнява законодателната власт в Република България. Според Търновската конституция в България има Обикновено народно събрание и Велико народно събрание, а след отмяната ѝ, думата „обикновено“ отпада от наименованието на органа. От 28 май 1885 г. Народното събрание заседава в едноименната сграда в София, близо до която се намира и площад със същото име.

## История
За символично начало на парламентарната демокрация в България се смята откриването на Оборищенското събрание на 14 април 1876 година.

## Избори
В изборите участват три вида кандидати: партии, коалиции и независими кандидати. Всеки гражданин, който има право да гласува, може да гласува за един кандидат. Съотношението на броя на действителните гласове за кандидата отнесен към общия брой на действителни гласове дава подкрепата на кандидата от гласоподавателите.
Народното събрание е съставено от парламентарни групи и независими депутати, като парламентарните групи представляват дадена политическа партия, а те от своя страна своите избиратели.

## Функции и правомощия
Народното събрание е единствен законодателен орган на Република България. Събранието се учредява чрез третата глава на българската Конституция от 1991 г. (чл. 62 до чл. 91). В Република България НС е върховен представителен орган на държавната власт, който изразява волята на народа и неговия суверенитет. Състои се от 240 народни представители, а Великото народно събрание – от 400 представители, избрани въз основа на общо, равно и пряко избирателно право с тайно гласуване за срок от 4 г. От своя състав то избира председател, заместник-председател, постоянни и временни комисии. Народното събрание е постоянно действащ орган. Народното събрание приема, изменя, допълва и отменя законите, приема държавния бюджет, установява данъците и определя техния размер, насрочва избори за президент на републиката, приема решение за произвеждане на национален референдум, избира и освобождава министър-председателя и по негово предложение Министерския съвет, създава, преобразува и закрива министерства по предложение на министър-председателя, избира и освобождава ръководителите на Българска народна банка и на други институции, определени със закон, решава въпросите за обявяване на война и за сключване на мир, обявява военно или друго извънредно положение по предложение на президента или на Министерския съвет, дава амнистия, учредява ордени и медали, определя официалните празници и др. Народното събрание ратифицира и денонсира предвидените в Конституцията на Република България международни договори.

### Излъчване на правителство
Народното събрание има и конститутивна функция (англ. constitute – учредявам, назначавам; constitutive – учредителен). Тя е свързана с правомощията по одобряване структурата на МС по предложение на министър-председателя и с назначенията на високи държавни длъжности.
В случаите на невъзможност за съставяне на правителство от новоизбраното народно събрание, то се разпуска от президента, като това е съпроводено с назначаване на служебно правителство и насрочване на нови избори. Същото се случва и когато действащото правителство прекрати мандата си предсрочно.

### Парламентарен контрол
Парламентарният контрол е дейност на народното събрание, при която народните представители (т.е. депутатите) упражняват контрол върху изпълнителната власт (т.е. правителството), като отправят питания, по които се води дебат в пленарната зала на НС. Водещият парламентарния контрол дава думата на питащите да развият въпроса (въпросите) си, след което думата се дава на съответния министър. Традиционно този контрол се осъществява всеки петък и се излъчва пряко по БНТ 2.

### Избор на ръководители на други институции
- Избира председателя на КФН;
- Избира управителя на НЗОК за срок от 5 години.

## Дейност и процедури
Преди изобщо да пристъпи към някакви сериозни обсъждания, всяко ново НС приема правилник, по който ще извършва дейността си. Докато приеме новия правилник, се съблюдава старият.
Работата на НС е разделена на сесии, които биват разделени от великденска, коледна и лятна ваканция. Продължителността, началото и краят на ваканциите се гласуват от НС.
НС може да води дебат по даден проектозакон. Тогава то осъществява най-присъщата си функция – законодателната. Проектозаконът може да е внесен от народни представители или от МС. Дебатите се водят в зала „Пленарна“ и по следния ред: от президиума се прочита предстоящото от дневния ред – например обсъждане на проектозакон, след което думата се дава на вносителите за изказване. Следват реплики, които може да бъдат една или повече. На репликата се отговаря с дуплика.
В края на дебата се обявява процедура по гласуване. Може да бъде поискана и процедура по прегласуване. В края на всяко гласуване или прегласуване се обявява на електронно табло резултатът: общият брой на гласувалите, гласувалите „за“, „против“ и „въздържал се“, както и гласуването по парламентарни групи. Водещият заседанието обявява дали проектозаконът е приет или отхвърлен.
Гласуването се извършва на две четения.
Преди да бъдат подложени на гласуване в пленарната зала, проектозаконите се разглеждат в комисиите, в чиито ресор попадат те. Една комисия винаги е водеща, а другите се означават като участващи. Разпределението се извършва от председателя на НС. Също така комисиите биват постоянни и временни; временните са проучвателни и анкетни.
Пример: в XLII НС има 23 постоянни комисии и 3 постоянни подкомисии. Временните са 11.
В рамките на пленарните заседания може да се отправят съобщения и да се дават лични обяснения (когато народен представител е лично засегнат от друг народен представител).

## Институции, които се отчитат директно пред НС
- Българска народна банка
- Комисия за финансов надзор

## Списък на народните събрания в България
| Парламент                         | Мандат                  | Общо дни | Брой депутати |
| --------------------------------- | ----------------------- | -------- | ------------- |
| Учредително събрание              | 10.02.1879 – 16.04.1879 | 65       | 231           |
| I велико народно събрание         | 17.04.1879 – 26.06.1879 | 70       | 231           |
| I обикновено народно събрание     | 21.10.1879 – 24.11.1879 | 34       | 158           |
| II обикновено народно събрание    | 23.03.1880 – 18.12.1880 | 270      | 172           |
| II велико народно събрание        | 01.07.1881              | 1        | 307           |
| III обикновено народно събрание   | 10.12.1882 – 25.12.1883 | 380      | 47 / 55       |
| IV обикновено народно събрание    | 27.06.1884 – 06.09.1886 | 801      | 195 / 286     |
| III велико народно събрание       | 19.10.1886 – 03.08.1887 | 288      | 493           |
| V обикновено народно събрание     | 15.10.1887 – 17.12.1889 | 794      | 285           |
| VI обикновено народно събрание    | 15.10.1890 – 15.12.1892 | 792      | 276           |
| IV велико народно събрание        | 03.05.1893 – 17.05.1893 | 14       | 577           |
| VII обикновено народно събрание   | 15.10.1893 – 21.12.1893 | 67       | 145           |
| VIII обикновено народно събрание  | 15.10.1894 – 04.02.1896 | 477      | 149           |
| IX обикновено народно събрание    | 01.12.1896 – 19.12.1898 | 748      | 159           |
| X обикновено народно събрание     | 16.05.1899 – 29.11.1900 | 562      | 169           |
| XI обикновено народно събрание    | 22.02.1901 – 23.12.1901 | 304      | 166           |
| XII обикновено народно събрание   | 22.04.1902 – 31.03.1903 | 343      | 188           |
| XIII обикновено народно събрание  | 02.11.1903 – 22.12.1907 | 1511     | 189           |
| XIV обикновено народно събрание   | 15.06.1908 – 15.02.1911 | 975      | 203           |
| V велико народно събрание         | 09.06.1911 – 09.07.1911 | 30       | 414           |
| XV обикновено народно събрание    | 15.10.1911 – 23.07.1913 | 647      | 213           |
| XVI обикновено народно събрание   | 19.12.1913 – 31.12.1913 | 12       | 204           |
| XVII обикновено народно събрание  | 20.03.1914 – 15.04.1919 | 1852     | 257           |
| XVIII обикновено народно събрание | 02.10.1919 – 20.02.1920 | 141      | 237           |
| XIX обикновено народно събрание   | 15.04.1920 – 11.03.1923 | 1060     | 232           |
| XX обикновено народно събрание    | 21.05.1923 – 11.06.1923 | 21       | 245           |
| XXI обикновено народно събрание   | 09.12.1923 – 15.04.1927 | 1223     | 267           |
| XXII обикновено народно събрание  | 19.06.1927 – 18.04.1931 | 1399     | 275           |
| XXIII обикновено народно събрание | 20.08.1931 – 19.05.1934 | 1003     | 283           |
| XXIV обикновено народно събрание  | 22.05.1938 – 27.04.1939 | 340      | 160           |
| XXV обикновено народно събрание   | 24.02.1940 – 23.08.1944 | 1642     | 160           |
| XXVI обикновено народно събрание  | 15.12.1945 – 28.09.1946 | 287      | 279           |
| VI велико народно събрание        | 07.11.1946 – 21.10.1949 | 1079     | 465 (375)     |
| I народно събрание                | 17.01.1950 – 02.11.1953 | 1385     | 239           |
| II народно събрание               | 14.01.1954 – 11.12.1957 | 1427     | 249           |
| III народно събрание              | 13.01.1958 – 04.11.1961 | 1391     | 254           |
| IV народно събрание               | 15.03.1962 – 08.12.1965 | 1364     | 321           |
| V народно събрание                | 11.03.1966 – 18.05.1971 | 1894     | 416           |
| VI народно събрание               | 07.07.1971 – 09.03.1976 | 1707     | 400           |
| VII народно събрание              | 15.06.1976 – 07.04.1981 | 1757     | 400           |
| VIII народно събрание             | 16.06.1981 – 21.03.1986 | 1739     | 400           |
| IX народно събрание               | 17.06.1986 – 03.04.1990 | 1386     | 400           |
| VII велико народно събрание       | 10.07.1990 – 02.10.1991 | 449      | 400           |
| XXXVI народно събрание            | 04.11.1991 – 17.10.1994 | 1078     | 240           |
| XXXVII народно събрание           | 12.01.1995 – 13.02.1997 | 763      | 240           |
| XXXVIII народно събрание          | 07.05.1997 – 19.04.2001 | 1443     | 240           |
| XXXIX народно събрание            | 05.07.2001 – 17.06.2005 | 1443     | 240           |
| XL народно събрание               | 11.07.2005 – 25.06.2009 | 1445     | 240           |
| XLI народно събрание              | 14.07.2009 – 14.03.2013 | 1339     | 240           |
| XLII народно събрание             | 21.05.2013 – 05.08.2014 | 441      | 240           |
| XLIII народно събрание            | 27.10.2014 – 26.01.2017 | 822      | 240           |
| XLIV народно събрание             | 19.04.2017 – 26.03.2021 | 1437     | 240           |
| XLV народно събрание              | 15.04.2021 – 11.05.2021 | 26       | 240           |
| XLVI народно събрание             | 21.07.2021 – 15.09.2021 | 56       | 240           |
| XLVII народно събрание            | 03.12.2021 – 01.08.2022 | 242      | 240           |
| XLVIII народно събрание           | 19.10.2022 – 02.02.2023 | 107      | 240           |
| XLIX народно събрание             | 12.04.2023 – 18.06.2024 | 434      | 240           |
| L народно събрание                | 19.06.2024 – 10.11.2024 | 145      | 240           |
| LI народно събрание               | 11.11.2024 –            | 263      | 240           |

## Състави на народните събрания след 1990

### 1990 – 2005
|  | БСП | СДС | ДПС | БЗНС | НДСВ | БББ | ДСБ | Атака | Други |

| 211 | 144 | 23 | 16 |

| 106 | 110 | 24 |

| 125 | 69 | 15 | 18 | 13 |

| 58 | 137 | 19 | 12 | 14 |

| 48 | 51 | 21 | 120 |

| 82 | 20 | 34 | 53 | 17 | 21 | 13 |

- Други партии:
  - Април 1997 – 14 Българска евролевица
  - Юни 2005 – 13 БНС

### 2009 – 2017
|  | ГЕРБ | БСП | ДПС | Синя коалиция / РБ | Атака | ПФ / ОП | Други |

| 116 | 40 | 38 | 15 | 21 | 10 |

| 97 | 84 | 36 | 23 |

| 84 | 39 | 38 | 23 | 11 | 19 | 26 |

| 95 | 80 | 26 | 27 | 12 |

- Други партии:
  - Юли 2009 – 10 ПП РЗС
  - Октомври 2014 – 26 (КП България без цензура -15 и КП АБВ -11)
  - Март 2017 – 12 ПП Воля

### След 2021
|  | ГЕРБ – СДС | БСП | ДПС | ДБ | ПП | ПП-ДБ | Възраждане | ИТН | АПС | ИСМВ | Други |

| 75 | 43 | 30 | 27 | 51 | 14 |

| 63 | 36 | 29 | 34 | 65 | 13 |

| 59 | 26 | 34 | 16 | 67 | 13 | 25 |

| 67 | 25 | 36 | 20 | 53 | 27 | 12 |

| 69 | 23 | 36 | 64 | 37 | 11 |

| 68 | 19 | 47 | 39 | 38 | 16 | 13 |

| 66 | 19 | 29 | 36 | 33 | 17 | 19 | 21 |

- Други партии:
  - Октомври 2022 – 12 ПП Български възход
  - Юни 2024 – 13 ПП Величие
  - Октомври 2024 – 21 (ПП Меч -11 и ПП Величие -10)

## Велико народно събрание
Великото народно събрание (ВНС) е представителен държавен орган в Република България, избиран непосредствено от избирателите от цялата страна за решаване на важни държавни и обществени въпроси, като приемане или изменяне на конституцията, промяна на територията на държавата, избиране на държавен глава, на регенти и др. Като институция на републиката ВНС е въведено с чл. 85 на Търновската конституция, премахнато е с конституцията от 1947 г., но впоследствие е възстановено с промени в конституцията на Народна република България през 1990 г.
Според конституцията на Република България от 1991 г. по правното си положение ВНС се различава от обикновеното НС основно с особената си компетентност, към която спадат: приемането на нова конституция; промени в територията, формата на държавно управление и реда за изменяне на конституцията; отмяна на непосредственото действие на конституционните норми, примата на влезлите в сила международни договори или правата, които не могат да бъдат ограничавани при извънредно положение.
ВНС може да се свика по предложение на президента или на поне половината от депутатите в „обикновеното“ народно събрание. Избори се извършват не по-рано от 2 и не по-късно от 8 месеца от внасянето на проекта, ако е одобрен от поне 2/3 от всички депутати.
Броят на народните представители във ВНС е 400, като 200 от тях се избират по мажоритарния и 200 по пропорционалния принцип. Решенията за промени в конституцията се вземат с квалифицирано мнозинство 2/3 от всички народни представители на три гласувания в различни дни. След решаването на въпросите, за които е избрано, ВНС се разпуска. То може да изпълнява и функции, свързани с текущата законодателна дейност, но само при неотложни случаи. Актовете на ВНС се обнародват от председателя му, а президентът няма право на отлагателно вето.

## Сграда
Сградата на Народното събрание е една от първите обществени сгради, построени след Освобождението. Намира се на площад „Народно събрание“ 2 в София.
Правителственото решение за построяване на сегашната сграда на Народното събрание е взето на 4 февруари 1884, като по това време министър-председател е Петко Каравелов.
Проектът е изработен от архитекта Константин Йованович. Той е учил в Австрия и Швейцария и по-късно проектира и сградата на Скупщината в Белград (1891 – 1892). Основният камък е положен на 4 юни 1884 г., а сградата е тържествено осветена на 25 ноември същата година. През 1896 – 1899 година е построено двуетажно разширение от северната страна по проект на архитект Йордан Миланов. През 1925 г. е добавено и последното триетажно северно разширение по проект на архитект Пенчо Койчев, което и днес гледа към площад „Александър Невски“.
Сградата на парламента заема централно положение в композицията на площад „Народно събрание“. Стилът ѝ е неоренесанс, като на фронтона е изписан девизът „Съединението прави силата“, част и от националния герб на България. Сградата е исторически, архитектурен и художествен паметник на културата от национално значение. Тя е кандидат за символ на София.
От 1 септември 2023 г. депутатите заседават в сградата на бившия Партиен дом на Ларгото. Решението за това е взето от Парламента с мнозинство. Историческата сграда на площад „Народно събрание“ е затворена за ремонт, който се планира да продължи три години (2023 – 2026). В сградата на бившата БКП е проведена и последната сесия на 44-тото народно събрание от септември 2020 до март 2021 г.